# Le berceau (Morisot)
Le berceau (Nederlands: De wieg) is een schilderij van de Franse impressionistische kunstschilderes Berthe Morisot, geschilderd in 1872, olieverf op doek, 56 x 46 centimeter. Het toont een jonge moeder die mijmert bij het bedje van haar kind. Het schilderij werd geëxposeerd op de eerste tentoonstelling van de impressionisten en bevindt zich thans in de collectie van het Musée d'Orsay te Parijs.

## Afbeelding
Le berceau toont Morisots zus Edma, die zwijgend kijkt naar haar tweede kind Blanche, op dat moment zes maanden oud. Op het eerste gezicht beantwoordt het moederschapsthema aan de verwachtingen die men indertijd van een vrouwelijke kunstschilder had. Het heeft iets liefelijks en zoets. Morisots weergave gaat echter dieper. Zo geeft ze het kind opvallend anoniem weer, nauwelijks zichtbaar achter het kanten gordijn, dichtgeschoven voor de kijker: het is niet de baby waar het om draait, het gaat hier om de moeder. Daarbij kan in de mijmerende blik van Edma iets van weemoed en verloren onafhankelijkheid worden herkend. Edma gaf het schilderen op toen ze een aantal jaren eerder huwde. De toekomstverwachtingen voor een vrouw waren in die tijd anders. Ze was voorbestemd voor het moederschap en huiselijk leven. Ambities koesteren of carrière maken in welke zin dan ook waren niet aan de orde. Berthe Morisot moet dit gevoeld hebben toen ze het schilderij maakte. Later zou het voor haar echter allemaal meevallen. Ze huwde twee jaar later met Eugène Manet, de broer van Édouard Manet, en kreeg in deze artistieke kringen volop ruimte om het schilderen met het moederschap te combineren. Uiteindelijk zou ze tussen 1874 en 1886 meedoen aan alle grote impressionistententoonstellingen, met uitzondering van die van 1879, toen ze haar dochter Julie kreeg. Le berceau werd geëxposeerd tijdens de eerste van die exposities, in 1874.

## Stijl

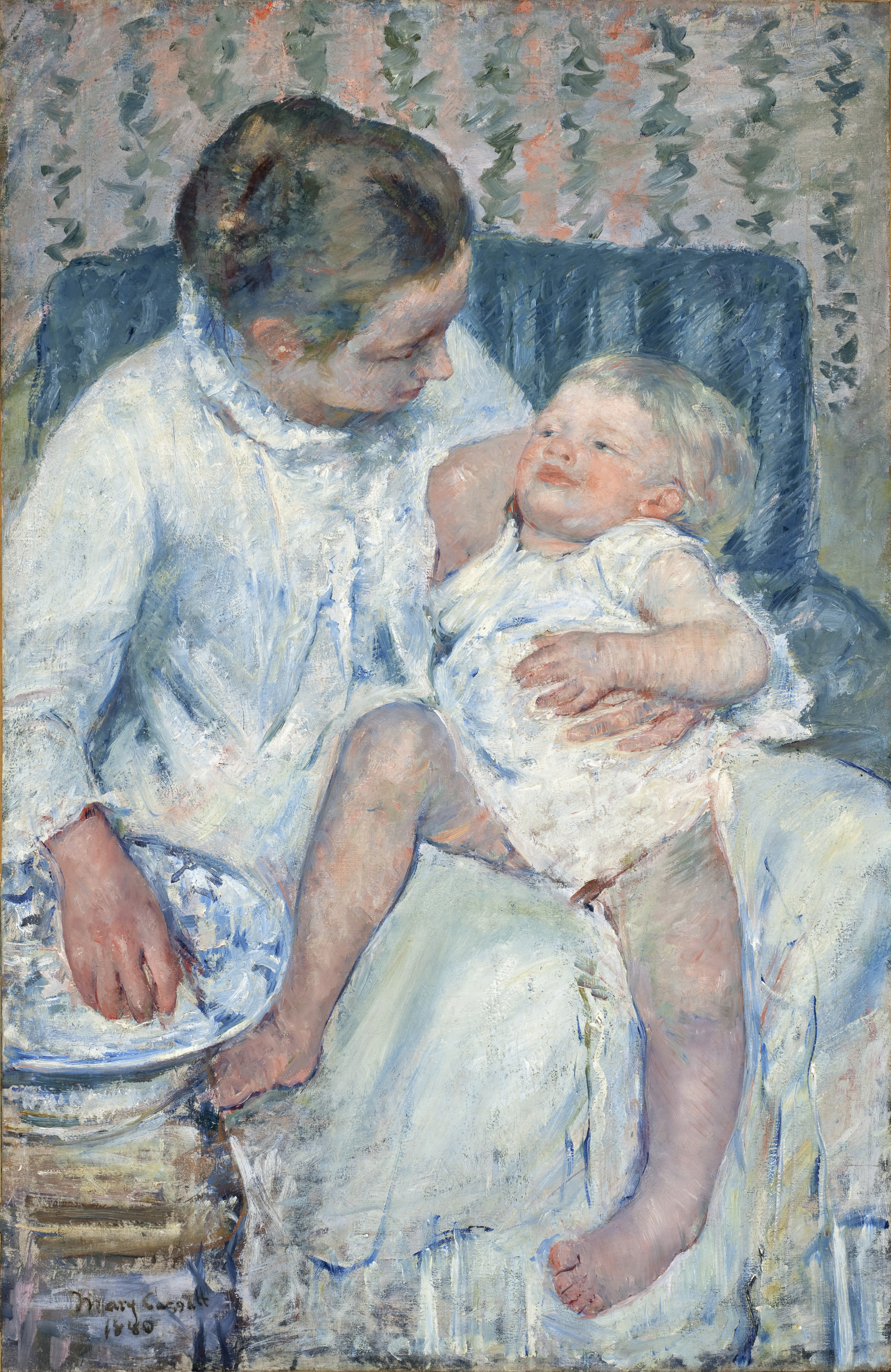
Cassatts Moeder die haar slaperige kind wast, 1880.

Morisot schilderde Le berceau in de voor haar typerende impressionistische stijl, in losse penseelstreken. Tegelijkertijd toont ze in dit werk een bijzondere, bijna classicistische verfijndheid, in de tere witten en rozes die ze afzet tegen subtiel blauwgrijs. Herkenbaar in al het kant is de verfijnde smaak van de hogere kringen waarin Morisot geboren werd en waarmee een baby in die huishoudens werd gekleed en omringd. Het vertederende ervan onderstreept tegelijkertijd de gemengde gevoelens bij de jonge moeder, wier gemoedstoestand Morisot tot uitdrukking wil brengen. Binnen de overvloed aan lichte draperieën, waarbij zelfs de vitrages naar binnen bollen, treedt enkel de moeder naar voren. Haar blik richting het kind trekt een optische diagonaal, die contrasteert met de gebogen lijn van het gordijn. Gevoelsmatig komt ze de kijker erg nabij.
Een vergelijkbare verfijndheid in het weergeven van het thema moederschap is te vinden bij Morisots tijdgenote en collega impressioniste Mary Cassatt. Niettemin zijn er duidelijke nuanceverschillen in de benadering. Zo is de liefdevolle gestrengheid van Cassatts Moeder die haar slaperige kind wast duidelijk meer gericht op de moederlijke toewijding, maar daarmee tegelijkertijd psychologisch minder complex. Het is echter precies deze psychologische diepgang die de schijnbare sentimentaliteit overstijgt.